# ミラクルズ・フロム・ヘブン
『ミラクルズ・フロム・ヘブン: ア・リトル・ガール、ハー・ジャーニー・トゥ・ヘブン、アンド・ハー・アメイジング・ストーリー・オブ・ヒーリング』（原題: Miracles from Heaven: A Little Girl, Her Journey to Heaven, and Her Amazing Story of Healing）は、著者のクリスティ・ビームの娘であり、闘病中だった、アナベル・ビーム (Annabel Beam) の体験記である。2015年4月14日に発行された。

## あらすじ
本書では、消化器系の希少疾患だと診断されていた10歳の女の子であり、著者の娘である、アナベル・ビームを扱っている。アナベルが病院を出て自宅に帰っていた。そこで、アナベルの姉と一緒に木登りをしていたが、枝が折れ、アナベルは9メートルくらい下にあったヒロハハコヤナギの樹洞へと頭から落ちてしまった。アナベルは、数時間もの間、樹洞の中に残され、その後、救助されて病院へと搬送された。アナベルは病院で目を覚ましたが、骨折や内臓損傷はなかった。この一件のあと、アナベルは、消化器系の病に起因する痛みを感じなくなり、医者はどういうわけか奇跡的な回復を遂げた、とした。

## 映画化
ソニー・ピクチャーズが、ジェニファー・ガーナー、カイリー・ロジャーズ (Kylie Rogers)、クィーン・ラティファ、マーティン・ヘンダーソン、エウヘニオ・デルベス (Eugenio Derbez) ら出演の映画作品、『天国からの奇跡』を制作した。監督はパトリシア・リゲン (Patricia Riggen)、脚本はランディ・ブラウン (Randy Brown) である。